# Luleå
Luleå (, [lʉːlɛo]), (en same : Luleju), est une ville suédoise située dans le nord de la Suède dans la région du Norrbotten. Sa population est de 45 467 habitants et la commune de Luleå dont elle est le chef-lieu en comprend près de 75 000 habitants, qui constitue un pôle important de la région.

## Géographie
La ville est située sur une péninsule à l'endroit où se rejoignent la baie de Lule et le Golfe de Botnie. 
La baie s'étend vers le nord-ouest pour devenir le fleuve Luleälven, permettant ainsi le transport maritime à travers le pays.
L'archipel de Luleå compte plus de 1 312 îles.
Le port de Luleå a une importance particulière pour le minerai de fer provenant de la société minière LKAB, basée à Kiruna et Malmberget (dans la municipalité de Gällivare). Pendant l'hiver, le trafic maritime se fait tout à fait normalement avec le support de brise-glace (Luleå est le port d'attache d'une partie de la flotte de brise-glace suédoise).

## Histoire

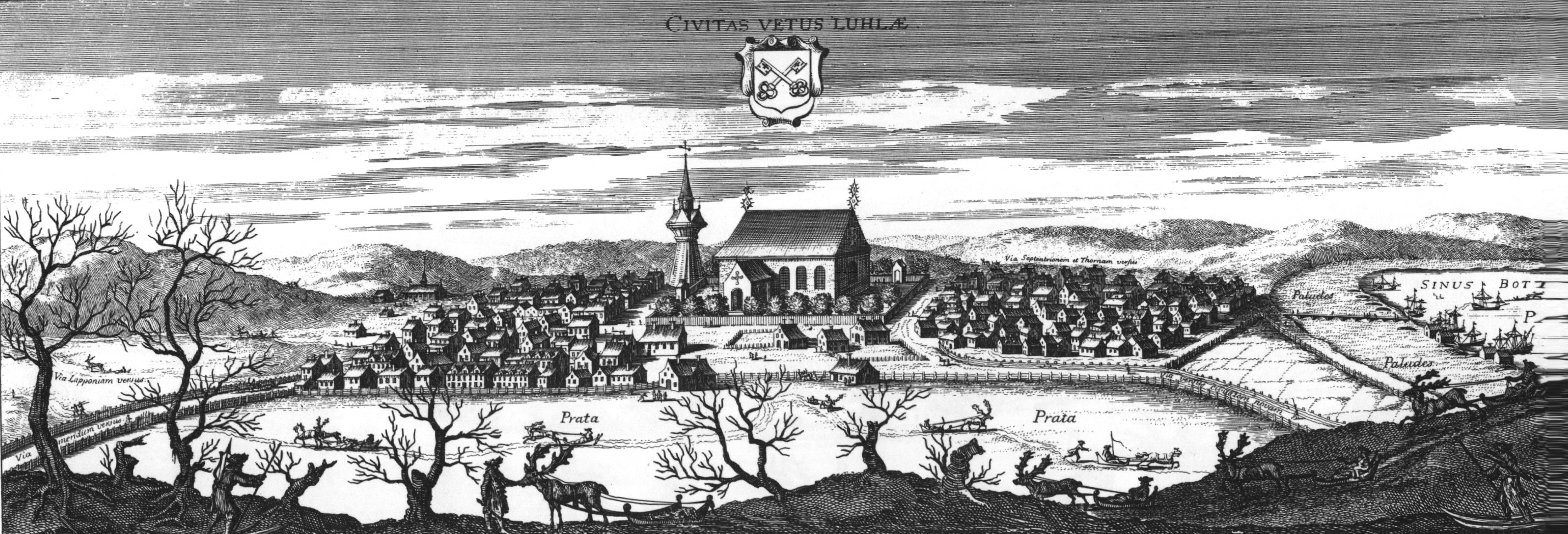
La vieille ville de Luleå vers 1700, de Suecia antiqua et hodierna.

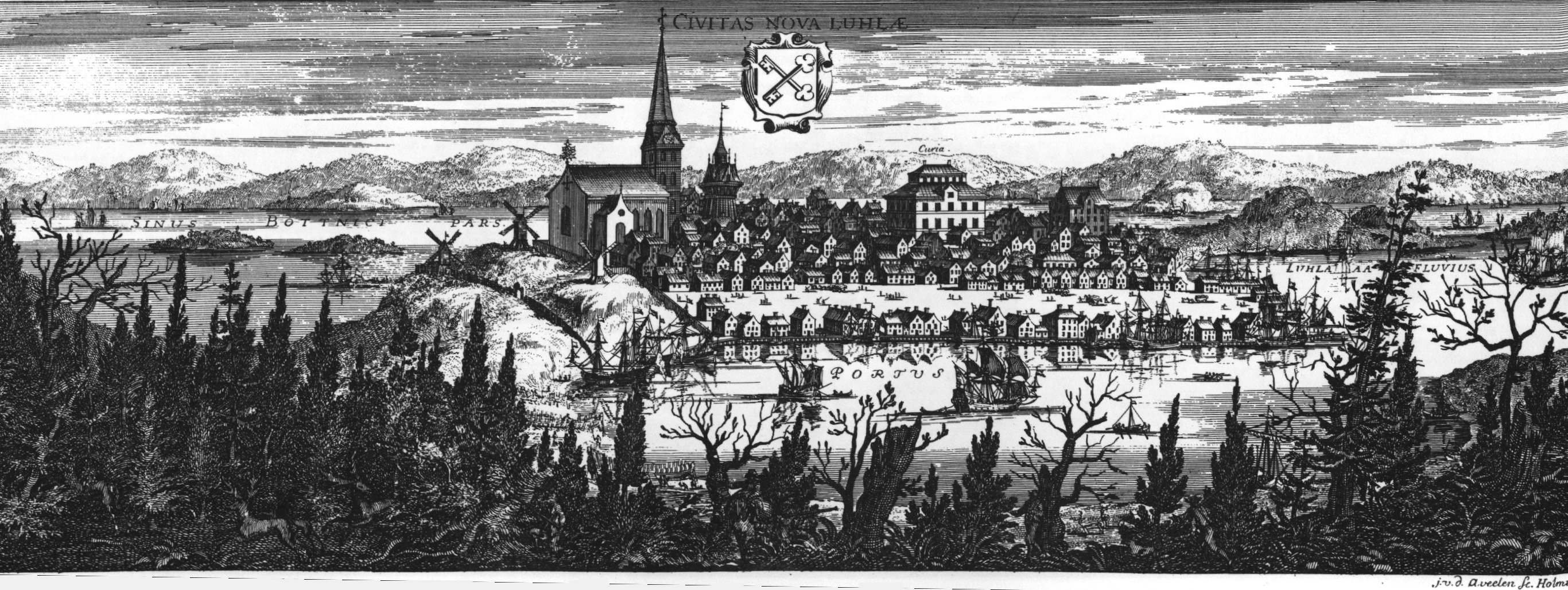
La nouvelle ville de Luleå du même livre. Les deux bâtiments les plus visibles sont l'église et la mairie.

Luleå était déjà un port important à l'époque médiévale (XIIe – XVe siècles).
Le village de Gammelstad, connu pour son église, est un site classé par l'UNESCO comme héritage mondial.
En 1885, une grande partie de la nouvelle ville brûla. La ville fut alors reconstruite suivant un plan en damier. La cathédrale de Luleå (alors appelée église Oscar Fredrik) est de cette époque, et est construite dans un style architectural néogothique épuré.

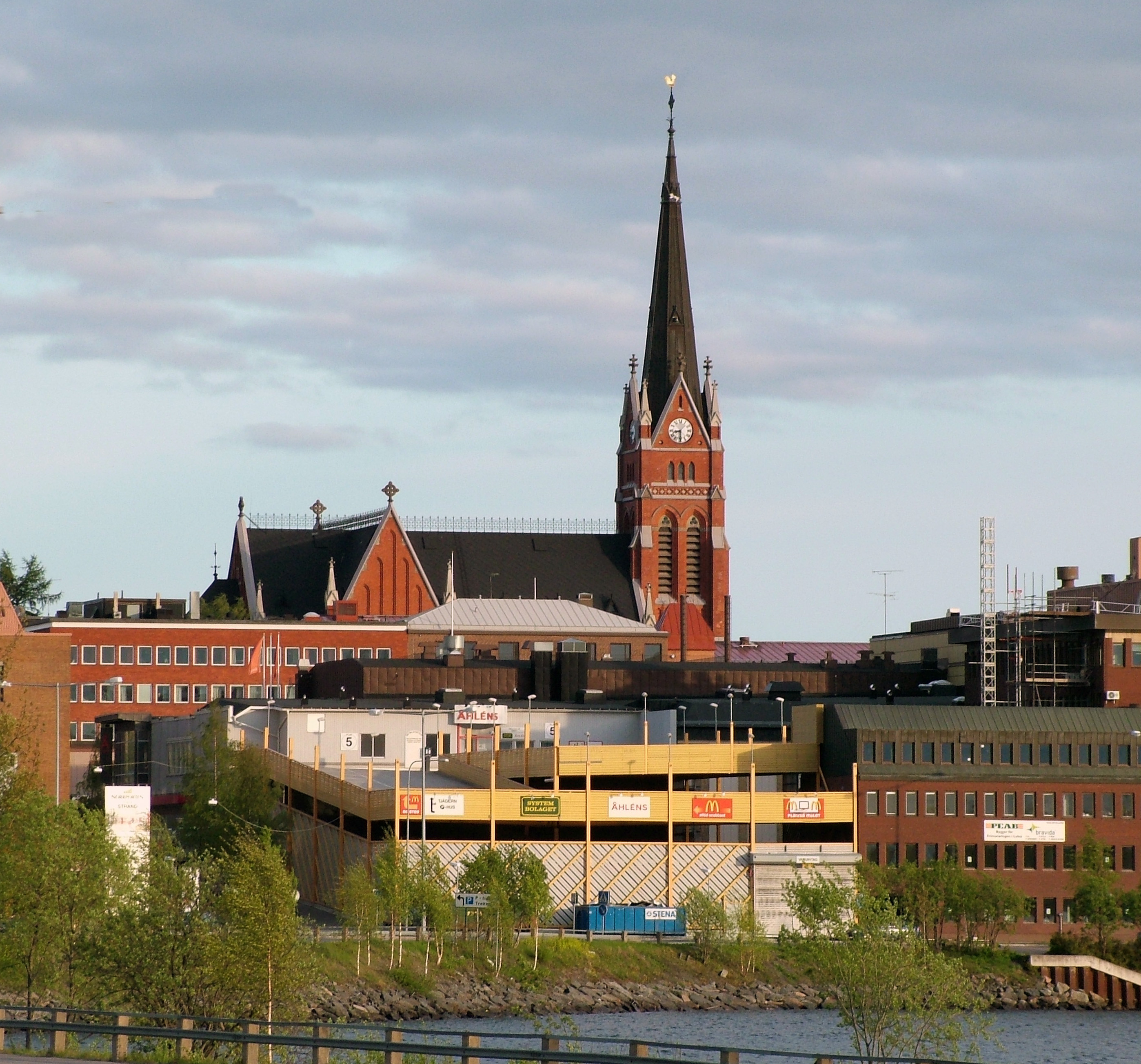
La cathédrale de Luleå.

Le diocèse de Luleå fut créé en 1904, en éclatant celui de Härnösand. Un évêque y prit ses fonctions et l'église fut déclarée cathédrale. Le diocèse est le plus grand de Suède en recouvrant les régions de Västerbotten County et du Norrbotten, ce qui couvre grosso modo la partie au nord d'Umeå. 

## Subdivisions de Luleå
| Centre      | Nord            | Ouest         | Est            | Sud       | Carte |
| ----------- | --------------- | ------------- | -------------- | --------- | ----- |
| Innerstaden | Bergviken       | Gammelstaden  | Bredviken (sv) | Bergnäset |       |
|             | Björkskatan     | Hammaren (sv) | Hertsön        |           |       |
|             | Hällbacken (sv) | Karlshäll     | Kronan         |           |       |
|             | Kallkällan      | Karlsvik      | Lerbäcken (sv) |           |       |
|             | Lulsundet (sv)  | Storheden     | Lövskatan      |           |       |
|             | Mjölkudden      |               | Malmudden      |           |       |
|             | Notviken        |               | Skurholmen     |           |       |
|             | Ormberget       |               | Svartöstaden   |           |       |
|             | Porsön          |               | Örnäset        |           |       |
|             | Skutviken       |               | Östermalm      |           |       |

Les quartiers de l'ancienne île de Hertsön	sont: Bredviken · Björkskatan · Hertsön · Kronan · Lerbäcken · Lulsundet · Ormberget · Skurholmen · Örnäset.
Les quartiers de Svartölandet sont: Lövskatan · Malmudden · Svartöstaden.

## Population
| 1850  | 1860  | 1870  | 1880  | 1890  | 1900  | 1910  |
| ----- | ----- | ----- | ----- | ----- | ----- | ----- |
| 1 257 | 1 516 | 1 905 | 3 120 | 4 755 | 9 484 | 8 959 |

| 1920   | 1930   | 1940   | 1950   | 1960   | 1965   | 1970   |
| ------ | ------ | ------ | ------ | ------ | ------ | ------ |
| 10 545 | 11 336 | 13 948 | 22 646 | 28 495 | 33 133 | 36 743 |

| 1975   | 1980   | 1990   | 1995   | 2000   | 2005   | 2010   |
| ------ | ------ | ------ | ------ | ------ | ------ | ------ |
| 42 139 | 42 914 | 42 727 | 44 294 | 45 036 | 45 467 | 46 607 |

| 2015   | 2020   | - | - | - | - | - |
| ------ | ------ | - | - | - | - | - |
| 43 574 | 49 123 | - | - | - | - | - |

## Économie aujourd'hui
La plupart des employés de la ville travaillent soit à l'usine sidérurgique de Luleå (SSAB), soit à l'Université de technologie de Luleå. Luleå abrite également une usine d'assemblage de pièces pour poids lourds et bus du constructeur suédois Scania. Une force armée aérienne est en poste à Luleå F 21 (ou Norrbotten Air Force Wing), que l'on peut trouver près de l'aéroport de Luleå.
Luleå, compte des zones d'activité construites à partir des années 1960. 
Il s'agit du centre d'affaires Kallax de Bergnäset (anciennement zone industrielle de Bergnäset), de la zone industrielle de Skutviken, de la zone industrielle de Notviken, de la zone industrielle de Porsögården (sv), de la zone industrielle d'Ytterviken, de la zone industrielle de Svartön, de la zone industrielle et commerciale de Storheden et du village technologique du parc scientifique de Luleå.
Les entreprises industrielles de Luleå comprennent aussi Gestamp HardTech (sv) et Ferruform (sv), toutes actives dans l'industrie sidérurgique, ainsi que BDX Företagen (sv).
Luleå accueille depuis fin 2011 un centre de stockage de données de Facebook, dont l'installation a été motivée par les faibles températures de la région (permettant de faire des économies d'énergie sur la ventilation de ses machines), par le faible coût de l'énergie électrique et son origine « verte » (les nombreux barrages de la région la produisent), et par le niveau élevé de formation de la population en raison de sa proximité avec l'université technologique, avec un centre de recherche dans le domaine des télécommunications et un laboratoire d'essais dans le domaine des data centers.

## Lieux et monuments
- Cathédrale de Luleå
- Gammelstaden
- Église Nederluleå
- Église de Bergnä (sv)
- Église catholique Saint-Joseph
- Église Nederluleå
- Mjölkuddskyrkan (sv)
- Église Saint-André de Luleå (sv)
- Usine sidérurgique de Luleå
- Hôtel Élite de Luleå
- Luleå Energi Arena (sv)
- Maison de la culture de Luleå (sv)
- Musée de Botnie du Nord (sv)
- Théâtre de Botnie du Nord (sv)
- Parc municipal de Luleå
- Sandön, Germandön
- Hindersön, Storbrändön
- Stenåkern
- Storsanden
- Tallinsudden
- Ormberget-Hertsölandet
- Aéroport de Luleå
- Université de technologie de Luleå
- Hôpital de Sunderby
- Coop Norrbotten Arena
- Parc scientifique de Luleå
- Arcushallen (sv)
- Port de Luleå
- Gare centrale de Luleå (sv)
- Canal de Lulsund
- Lac Skurholmsfjärden
- Lac Björkskatafjärden
- Lac Gammelstadsfjärden
- Archipel de Luleå
- Port du sud (sv)
- Pont de Bergnä
- Ancien pont de Gäddvik
- Nouveau pont de Gäddvik

## Transports

### Transport maritime
Luleå dispose de bonnes liaisons de transport maritime grâce à son port de la mer Baltique.
Le port de Luleå est géré par LKAB et a été inauguré à son emplacement actuel à l'extrémité de Svartölandet, dans l'est de Luleå, en 1996. 
L'ancien port minéralier de Svartö est aujourd'hui le port d'attache des brise-glaces de l'État suédois.

### Transport aérien

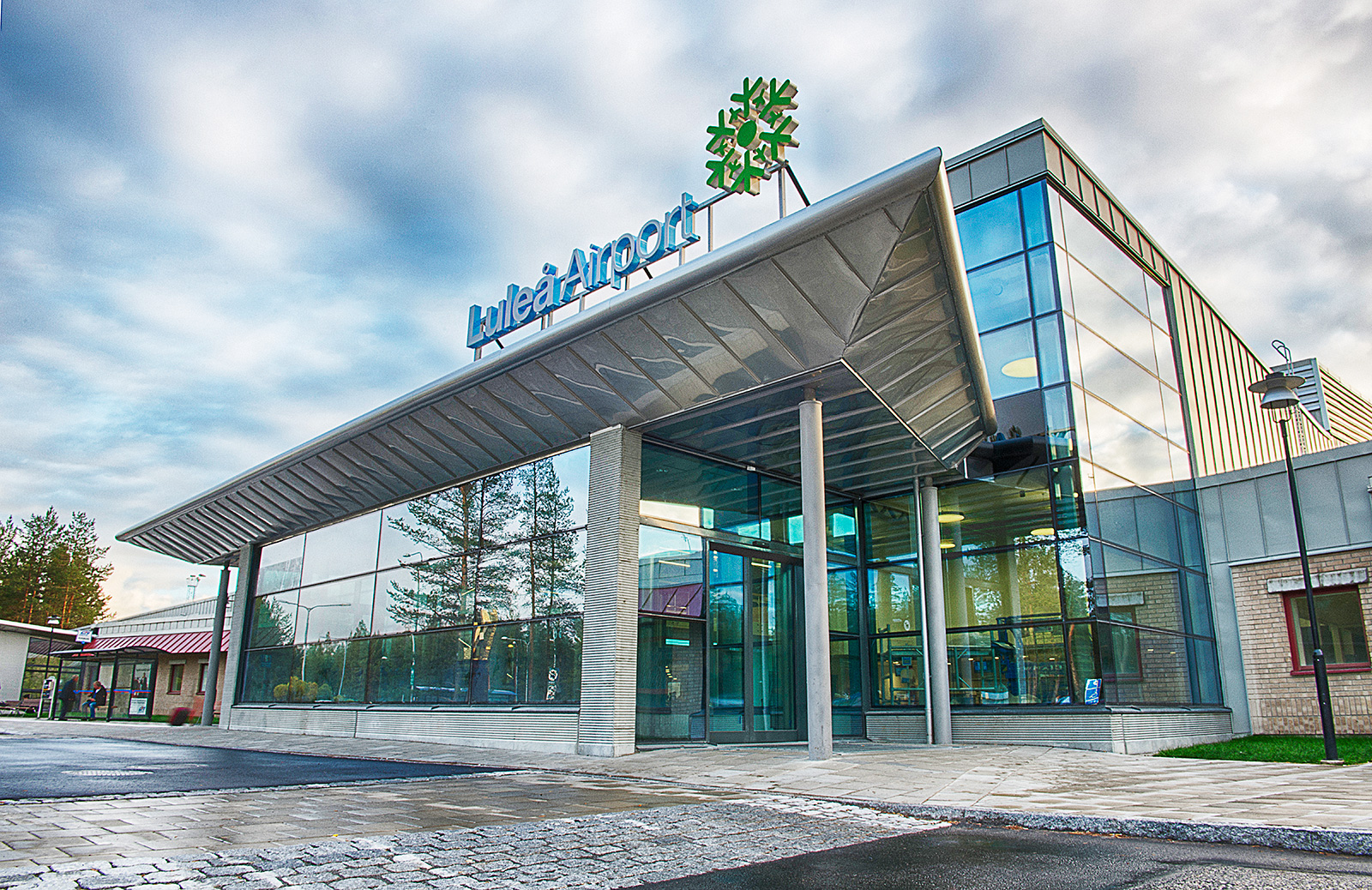
L'aéroport de Luleå.

L'aéroport de Luleå (IATA: LLA, ICAO: ESPA), est situé à 5 kilomètres au sud du centre-ville.
'est le cinquième plus grand aéroport de Suède, avec environ 1,2 million de passagers par an.

### Transport ferroviaire
La gare centrale de Luleå (sv) est desservie par des trains quotidiens sur ligne de Luleå à Narvik jusqu'à la gare centrale de Kiruna et plus loin le long de l'Ofotbanen jusqu'à Narvik. 
De plus, il y a un train quotidien vers la gare centrale d'Umeå et deux trains quotidiens vers la gare centrale de Stockholm par la ligne principale du Norrland (sv).
La ligne de Botnie du Nord (sv) est un projet de ligne côtière à grande vitesse qui reliera Luleå à Umeå.

### Liaisons routières
Les routes les plus importantes de Luleå sont la route européenne 4 (Helsingborg - Stockholm - Tornio), qui passe à environ cinq kilomètres du centre-ville, la route européenne 10 (Luleå - Kiruna - Narvik - Å), la route nationale 94 (Luleå - Arvidsjaur) et la route nationale 97 (Luleå - Boden - Jokkmokk).

### Transports en commun
Les transports publics disposent de bus depuis les années 1920. 

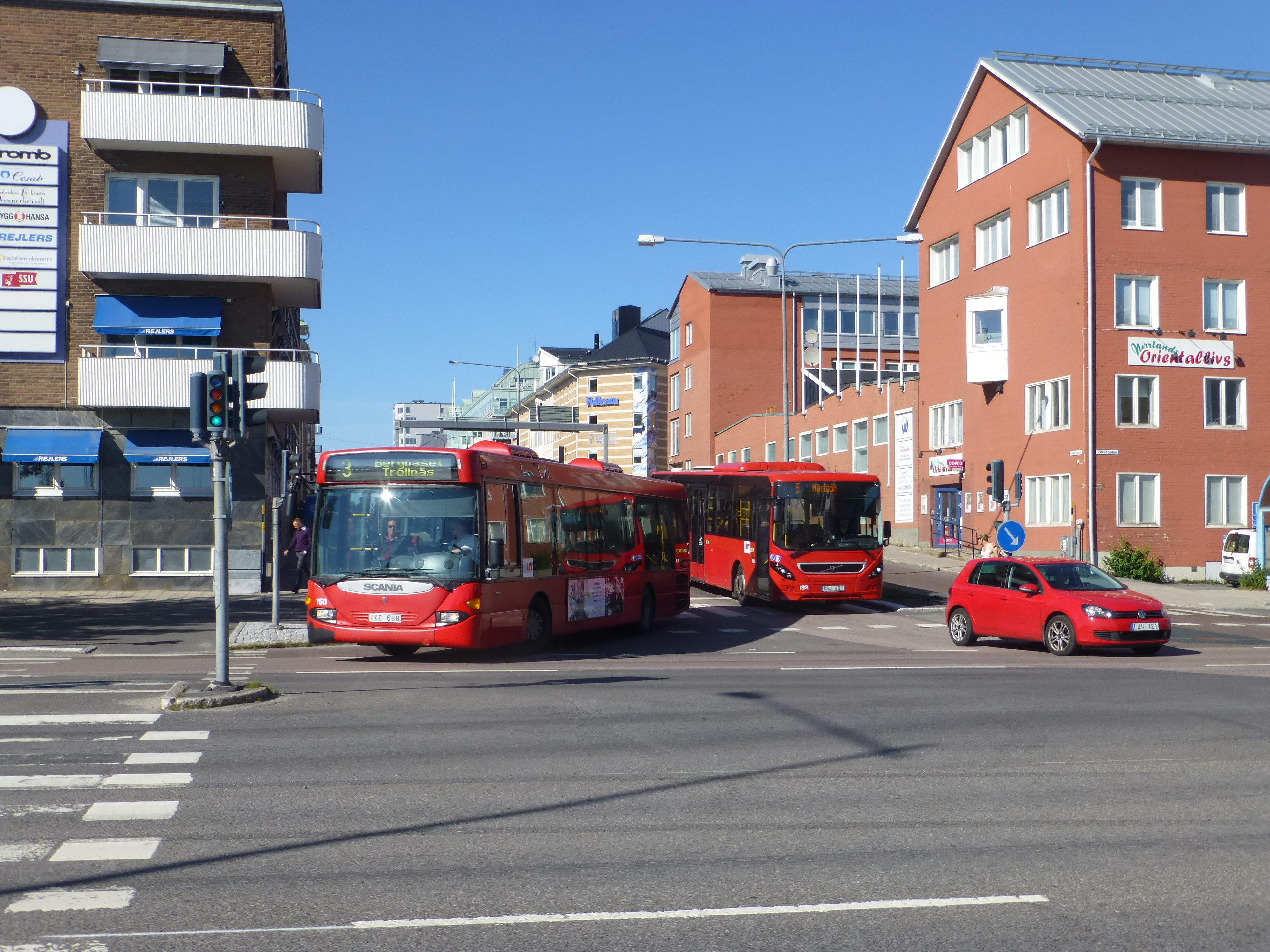
Bus des lignes 3 et 5 dans la rue Smedjegatan.

Luleå Lokaltrafik (sv) gère le trafic urbain à Luleå avec 27 lignes de bus dont voici les principales:
| Ligne | Trajet                                      | Longueur | Nombre d'arrêts | Horaires Plans |
| ----- | ------------------------------------------- | -------- | --------------- | -------------- |
| 1     | Hertsön - Centrum - Hôpital de Sunderby     | 25,5 km  | 36-37           | 1              |
| 1     | Hôpital de Sunderby - Centrum - Hertsön     | 25,5 km  | 38-39           | 1              |
| 2     | Björkskatan - Centrum - Hôpital de Sunderby | 23 km    | 33              | 2              |
| 2     | Hôpital de Sunderby - Centrum - Björkskatan | 23 km    | 34              | 2              |
| 3     | Björkskatan - Centrum - Bergnäset           | 12 km    | 26              | 3              |
| 3     | Bergnäset - Centrum - Björkskatan           | 12 km    | 27              | 3              |
| 4     | Aéroport de Luleå - Centrum - Aurorum       | 16 km    | 28              | 4              |
| 4     | Aurorum - Centrum - Aéroport de Luleå       | 16 km    | 28              | 4              |
| 5     | Hertsön - Centrum - Aurorum                 | 16 km    | 32-33           | 5              |
| 5     | Aurorum - Centrum - Hertsön                 | 16 km    | 34-35           | 5              |

## Jumelages
| Ville | Ville                   | Pays | Pays               |
| ----- | ----------------------- | ---- | ------------------ |
|       | Kemi                    |      | Finlande           |
|       | Mourmansk               |      | Russie             |
|       | Novéant-sur-Moselle     |      | France             |
|       | Puerto Cabezas          |      | Nicaragua          |
|       | Santa Lucía de Tirajana |      | Espagne            |
|       | Tromsø                  |      | Norvège            |
|       | Zenica                  |      | Bosnie-Herzégovine |

## Personnalités
- Maud Adams (née en 1945), actrice de cinéma
- Kristofer Åström (né en 1974), auteur-compositeur-interprète
- Konrad Granström (1900-1982), gymnaste
- Erik Lindegren (1910-1968), écrivain
- Per Ledin (né en 1978), joueur de hockey sur glace
- Eva Nordmark (née en 1971), syndicaliste et homme politique
- Marita Ulvskog (née en 1951), femme politique
- Ingvar Wixell (1931-2011), chanteur d'opéra
- Robert Zander (1895-1966), footballeur

- Le groupe de musique Machinae Supremacy est basé dans la ville.
- Maud Adams, la seule James Bond girl à avoir joué trois fois dans la série, est née à Luleå.
- Le groupe de musique punk hardcore Raised Fist est originaire de Luleå.
- Le baryton Peter Mattei est originaire de Luleå et y a organisé The Mattei Festival en janvier 2009.

## Dans la fiction
- La majorité des plans extérieurs du film Morse (2008) ont été tournés à Luleå.

## Galerie de photos

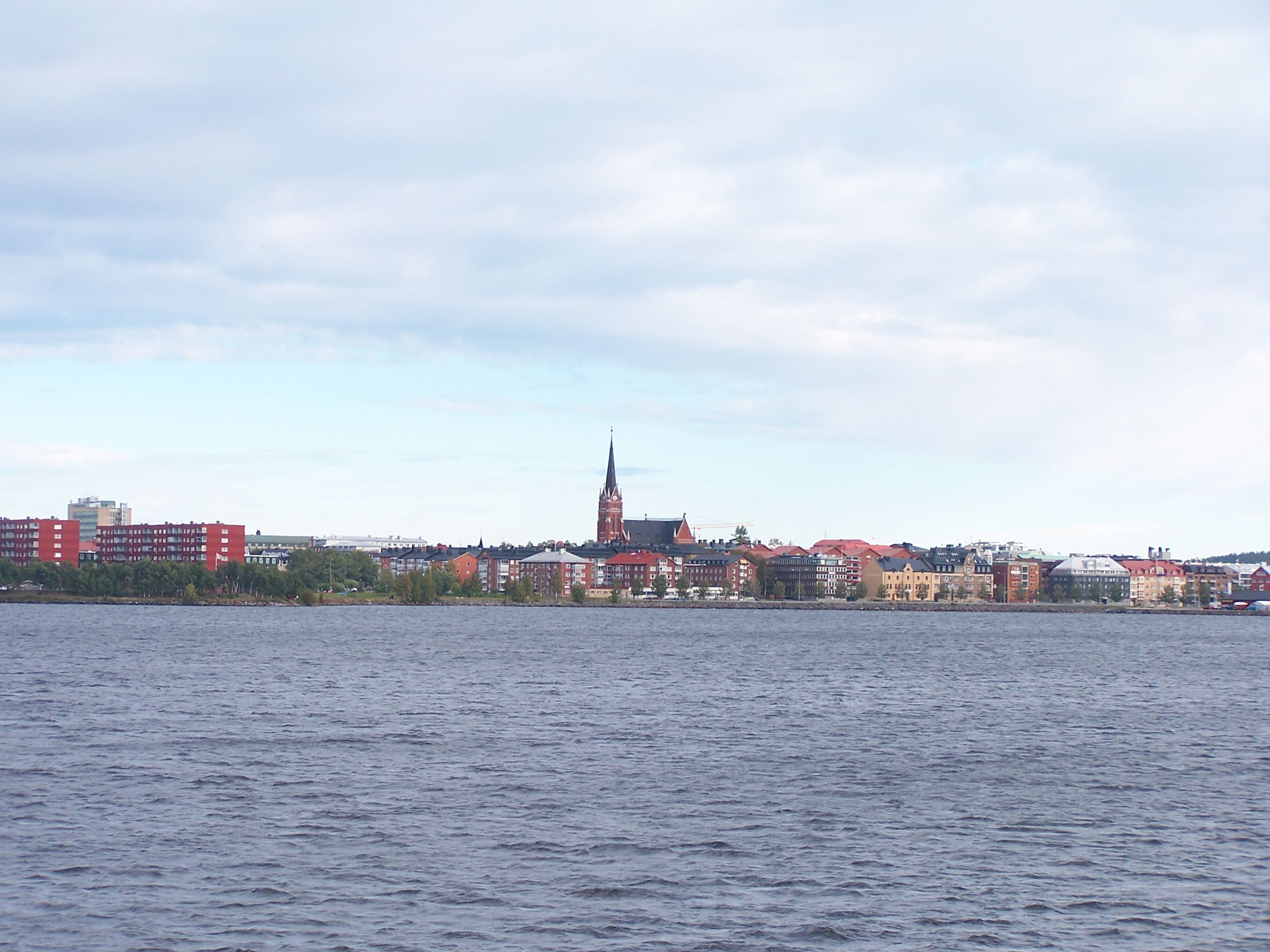
La ville vue depuis la mer en été
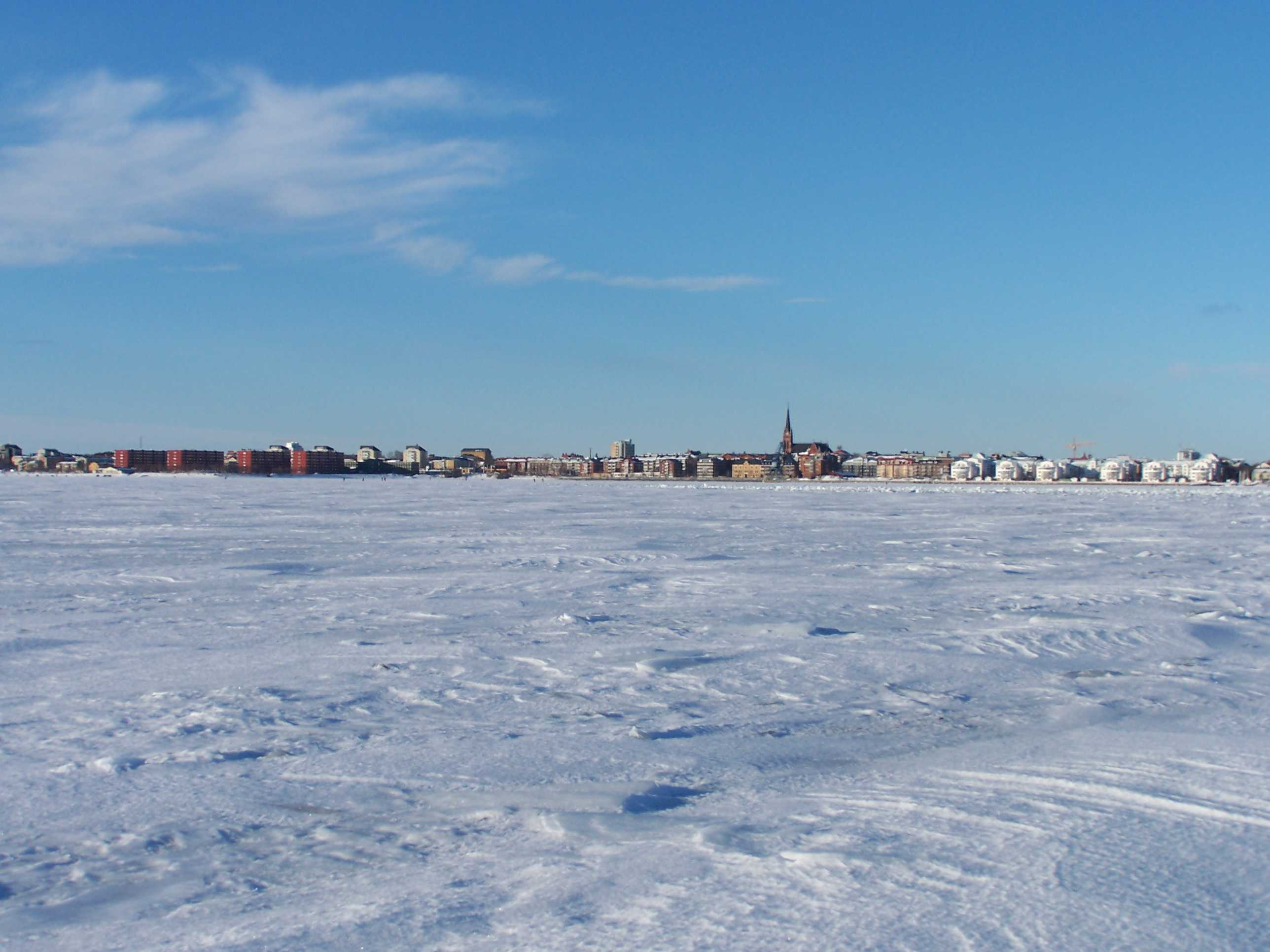
La ville vue depuis la mer gelée
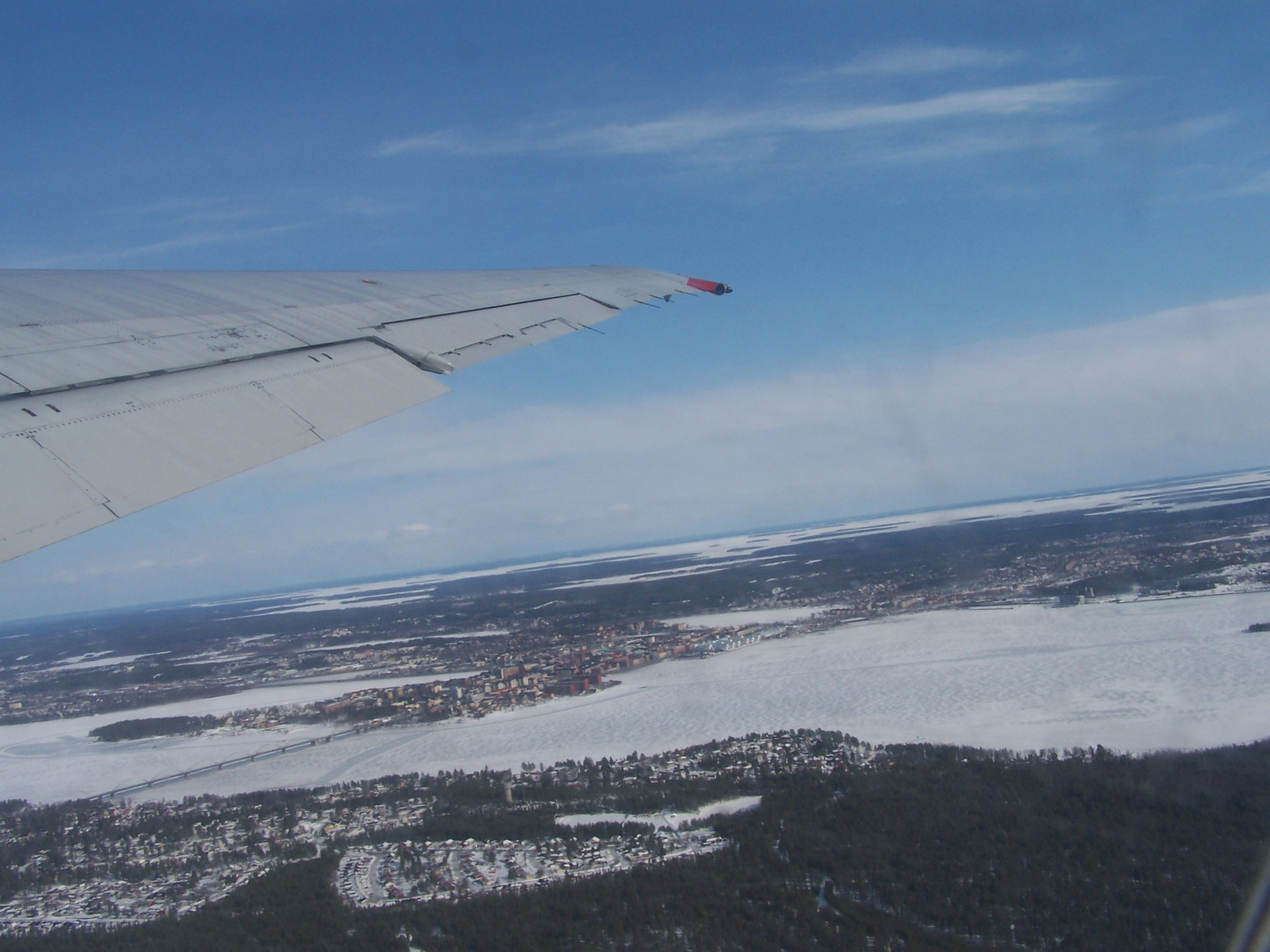
La ville vue depuis le ciel.
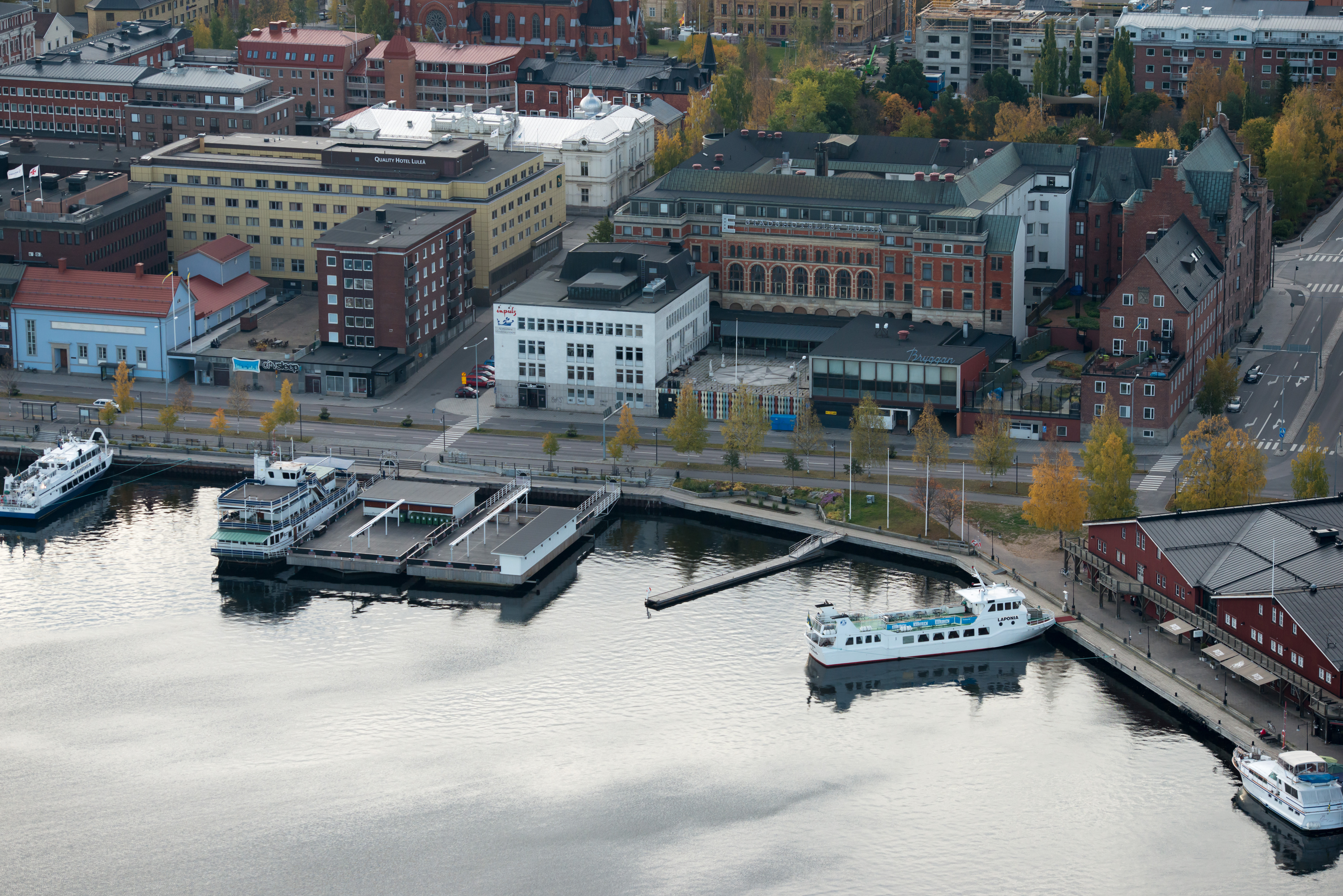
Norra Hamn.

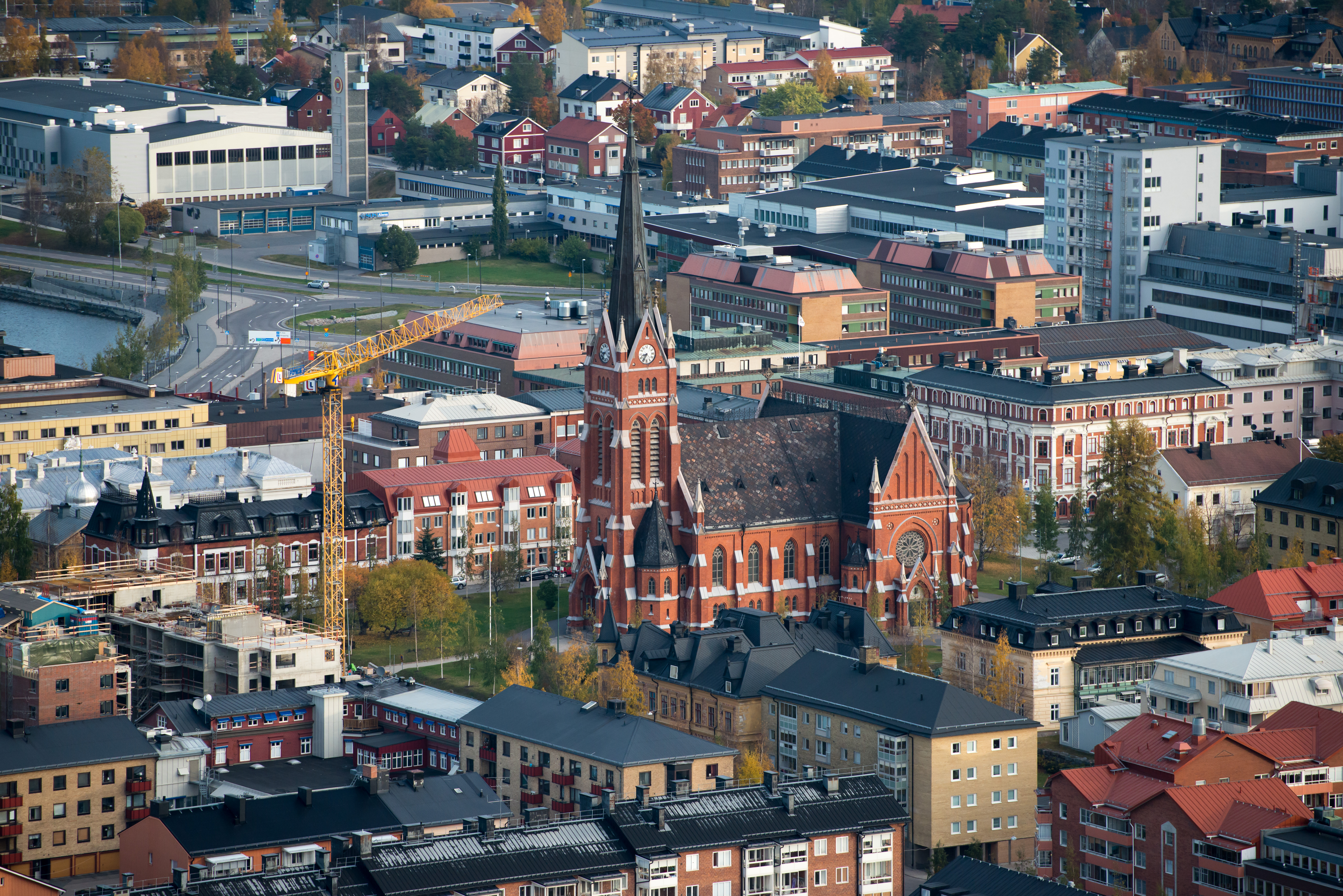
La cathédrale au centre-ville.
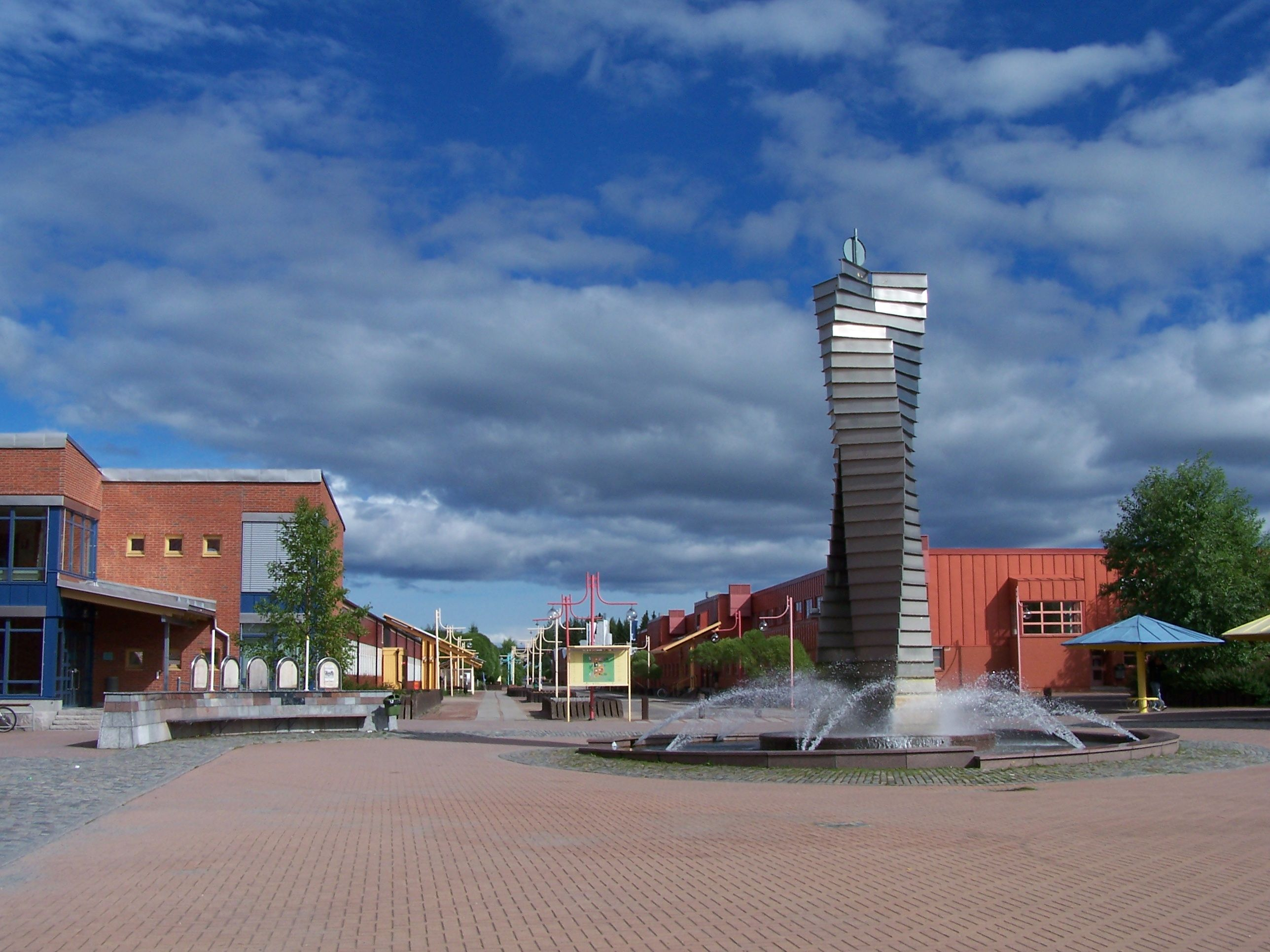
Une vue ancienne du campus de l'université de Luleå.
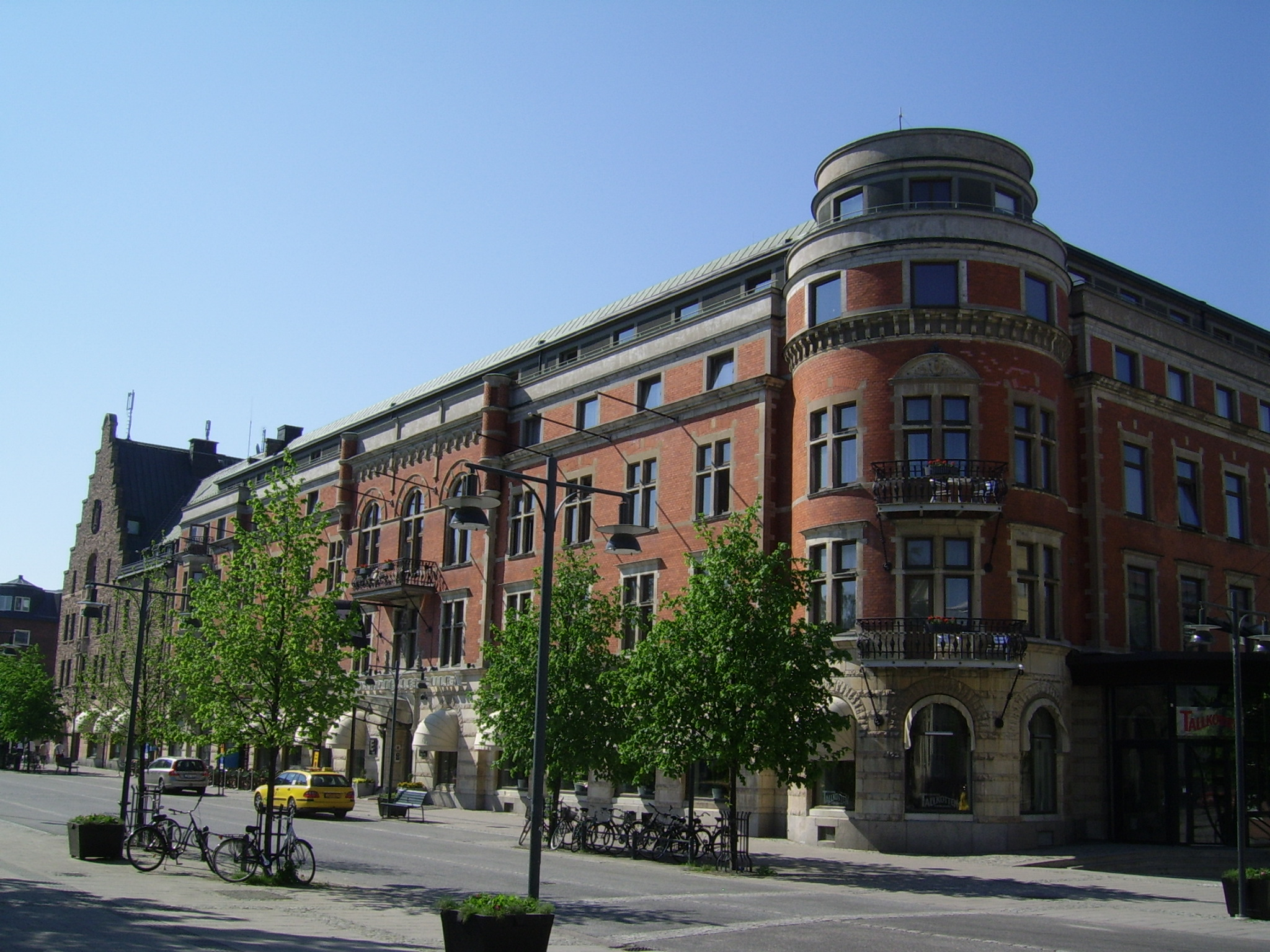
Hôtel municipal.
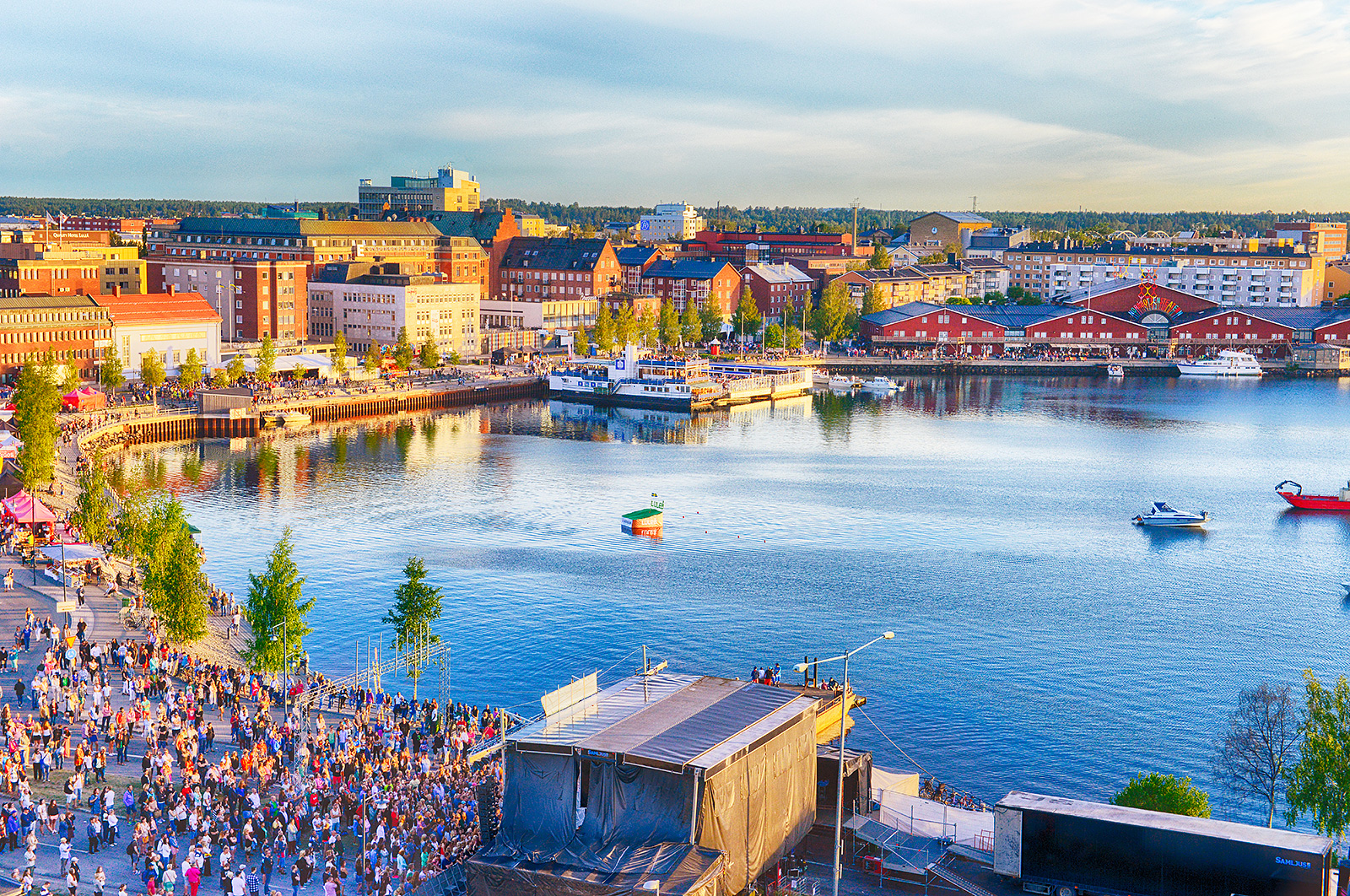
Luleå hamnfestival 2014.